# Сушинка
Су́шинка (рос. Сушинка) — річка в Удмуртії, Росія, ліва притока річки Малий Іж. Протікає територією Воткінського та Якшур-Бодьїнського районів.
Річка починається на території колишнього присілка Сушинське Воткінського району. Протікає на північний захід, через 2 км входить на територію Якшур-Бодьїнського району. Нижня течія направлена на північ. Впадає до Малого Іжа вище хутору Красний. Береги, окрім верхньої течії, заліснені, місцями заболочені.
Над річкою не розташовано населених пунктів.